# فردا (فیلم ۱۳۹۲)
فردا فیلمی به کارگردانی و نویسندگی مهدی پاکدل و ایمان افشاریان و تهیه‌کنندگی حسین صابری محصول سال ۱۳۹۲ است.

## خلاصه فیلم
این فیلم داستان دختری را روایت می‌کند که علاقه به عکاسی دارد و همراه با مادرش راهی سفر عکاسی می‌شود که در این سفر اتفاقاتی برای او پیش می‌آید.

## بازیگران
- صادق صفایی
- علی دهکردی
- امیررضا دلاوری
- مجید آقاکریمی
- سوده شرحی
- محمدرضا علیمردانی
- علیرضا شجاع نوری
- ستاره اسکندری